# Воспоминание о «Коровьем марше»
«Воспоминание о „Коровьем марше“» — советский художественный телефильм 1991 года, рассказывающий об истории создания фильма «Весёлые ребята».
Первая роль в кино Михаила Евдокимова.

## Сюжет
Из курортного видеосалона в ужасе от увиденного фильма «Извне» (на афише указано «Съеденные заживо») выходят двое: девушка и парень. Девушка (Лариса Белогурова) рассказывает вышедшему с ней зрителю (Михаил Евдокимов), что когда-то в этих местах в Гаграх снимался «замечательный, светлый фильм» «Весёлые ребята». Девушка предлагает превратить видеосалон в салон автобуса и совершить с ней путешествие-экскурсию по местам съёмок фильма. Зритель соглашается ей помочь и преображается, говорит голосами Сталина, Утёсова и других, поёт. Получается иллюстрированный цитатами из фильма «Весёлые ребята» рассказ об атмосфере тех лет и съёмках классики советского комедийного кино.

## В главных ролях
- Михаил Евдокимов — зритель, водитель, рассказчик
- Лариса Белогурова — рассказчица
- Юрий Медведев — отдыхающий

## Факты
- Михаил Евдокимов исполнил голосом Леонида Утёсова первоначальный вариант песни «Марш весёлых ребят» («Легко на сердце от песни весёлой…», в котором были такие строки:

Так будь здорова, гражданка корова!

Счастливый путь, уважаемый бугай!
- Юрий Медведев сыграл в фильме одну из своих последних ролей, по сюжету он — мальчик с дудочкой, который снимался в фильме «Весёлые ребята». Он в конце фильма рассказывает, что это именно он мешал Косте (Утёсов) и его оркестру «Репети-петировать». В реальности этого быть не могло, так как на момент съёмок Юрию Медведеву было уже 14 лет (он родился 1 апреля 1920 года)[4].